# Zeslabovač
Zeslabovač je ve fotografické chemii látka, která působením na exponovaný a vyvolaný fotocitlivý materiál sníží jeho gradaci (kontrast) a/nebo jeho krytí. Používá se jako opravná lázeň na vylepšení příliš kontrastních snímků nebo snímků špatně vyvolaných či exponovaných na příliš tvrdém materiálu. 
Opačné účinky má zesilovač.

## Příklady zeslabovačů
- Farmerův zeslabovač
  - 1 l vody + thiosíran sodný (100 g) + ferrikyanid draselný (5–10 g),
  - 1 l vody + thiosíran sodný (100 g) + ferrikyanid draselný (20 g) + hydroxid amonný (10 ml),
  - oba zeslabovače odstraňují silné krytí a závoj u negativů, druhý je stálejší.

- Hypermanganový zeslabovač
  - 1 l vody + manganistan draselný (2 g),
  - pro hustě kryté tvrdé negativy; po oslabení musí následovat ustálení a oplach.